# تشيليفزيون
تشيليفزيون (باللغة الإسبانية: Chilevisión) قناة تلفزيونية خاصة تشيلية. يتم تشغيله من قبل الشركة الأمريكية باراماونت غلوبل ل. حتى عام 2010 ، كانت مملوكة من قبل رجل الأعمال والرئيس الحالي لتشيلي سبستيان بنييرا.
كانت القناة مملوكة حتى عام 2021 إلى نظام تيرنر للبث ، والتي بدورها جزء من وارنر ميديا.

## برامج
- باسى بالابرا (Pasapalabra).
- جملاس (Gemelas).
- لا ديبينا كهميده (La divina comida).
- بيبا لا بيبل (Viva la Pipol).[4]